# Motzgatsried
Motzgatsried (westallgäuerisch: Motzgatsriərd, is Riəd nei) ist ein Gemeindeteil der Gemeinde Grünenbach im bayerisch-schwäbischen Landkreis Lindau (Bodensee).

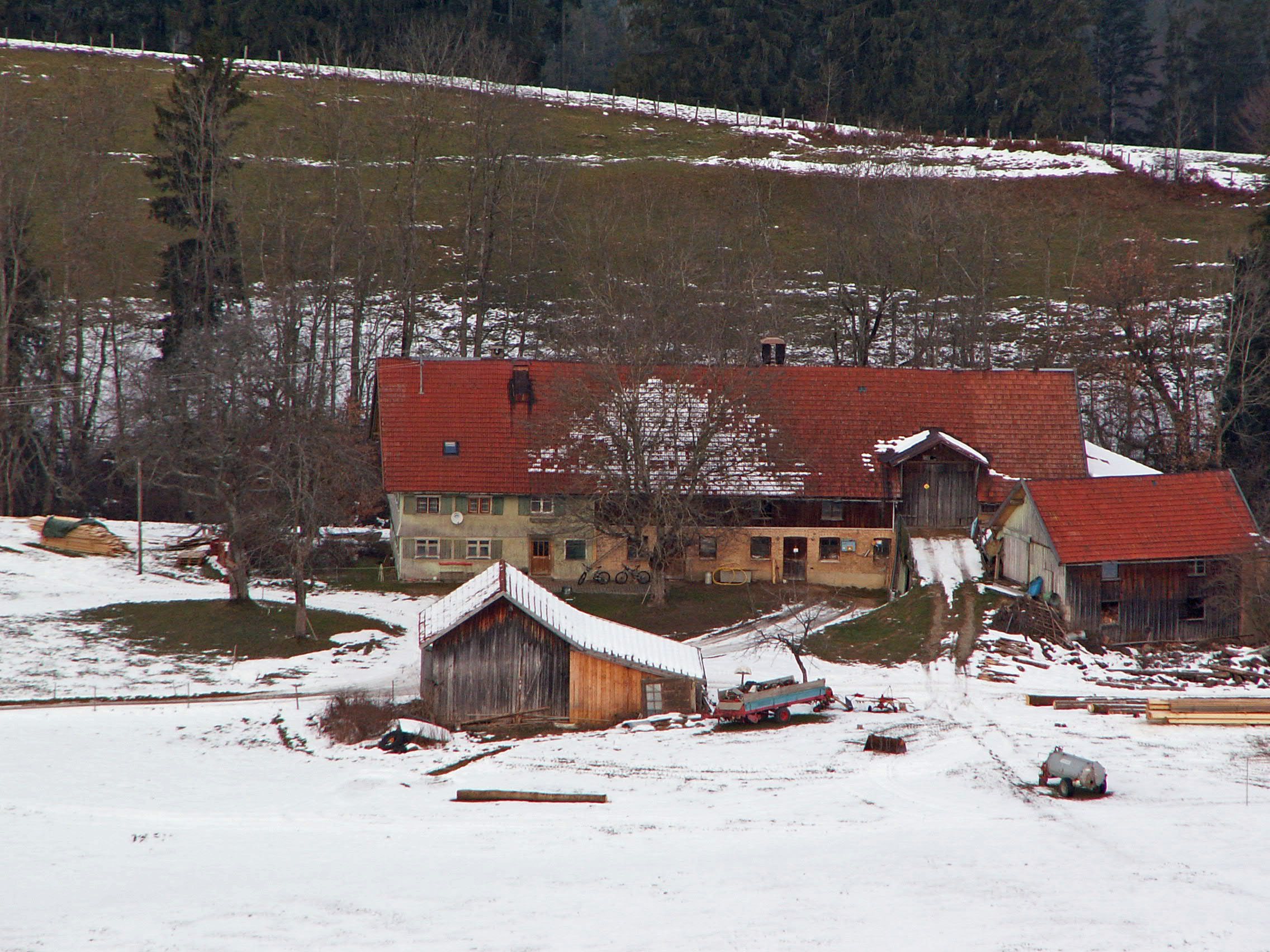
Baudenkmal Riederweg No. 15 (2005)

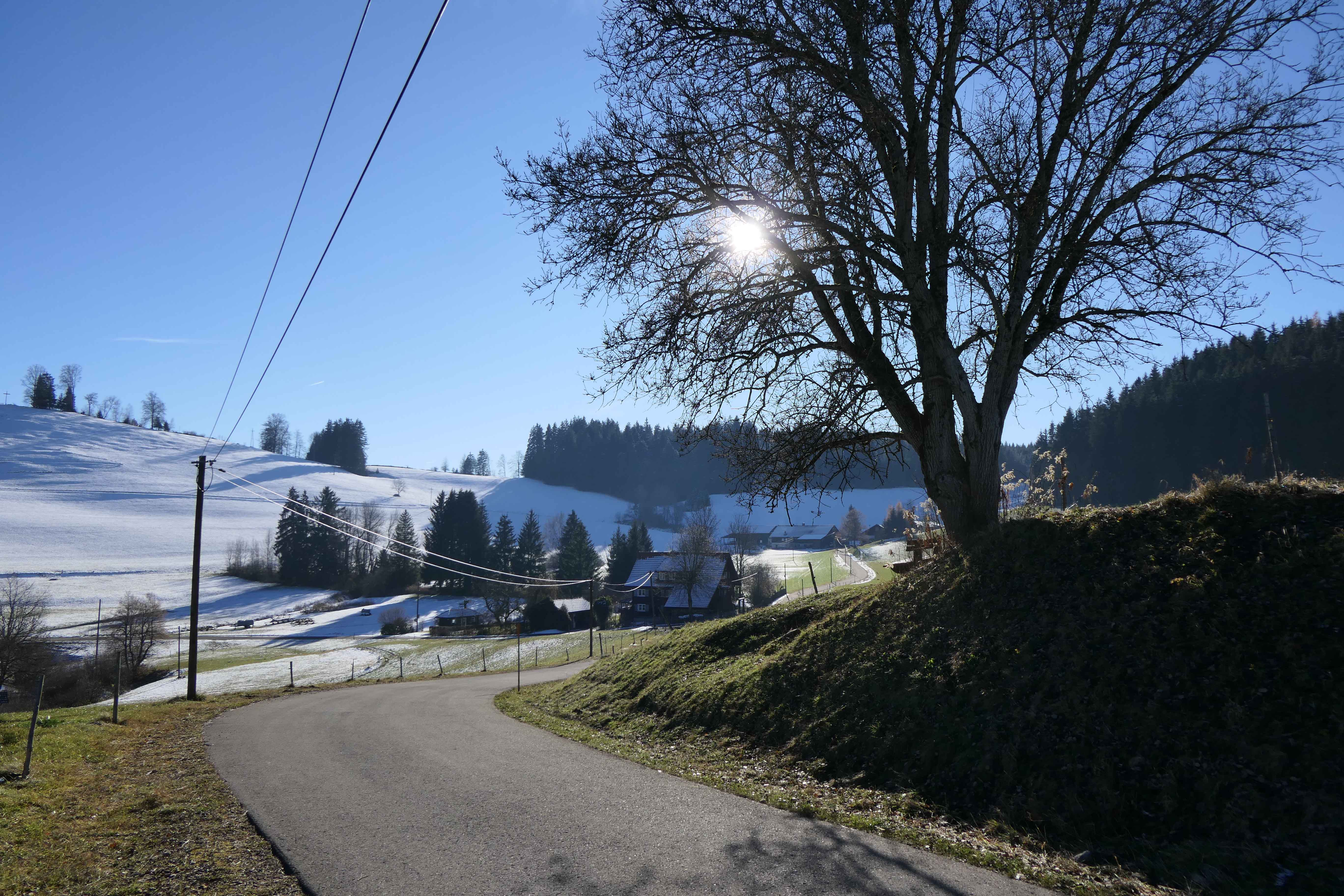
Motzgatsried von Norden

## Geographie
Der Weiler liegt circa 1,3 Kilometer südöstlich des Hauptorts Grünenbach und zählt zur Region Westallgäu. Die Ortschaft befindet sich zwischen Laubenberg und Eistobel.

## Ortsname
Der Ortsname setzte sich aus dem mittelhochdeutschen Wort mosbühel für Mooshügel sowie dem Grundwort -ried zusammen und bedeutet Rodesiedlung am mit Moos bewachsenen Hügel oder (Siedlung im/beim) Sumpfgebiet am moosigen Hügel.

## Geschichte
Motzgatsried wird im Jahr 1250 erstmal urkundlich als Mosbucelriet erwähnt. 1772 fand die Vereinödung mit sechs Teilnehmern statt. Der Ort war Teil der 1818 entstandenen Gemeinde Schönau, die sich 1860 mit Grünenbach zusammenschloss. 1926 erfolgte der Anschluss von Motzgatsried an die Elektrizität.

## Baudenkmäler
Siehe: Liste der Baudenkmäler in Motzgatsried